# قائمة سباقات الخيل في الإمارات العربية المتحدة
قائمة بسباقات الخيول المسطحة البارزة التي تقام سنويًا في دولة الإمارات العربية المتحدة، بما في ذلك جميع سباقات الشروط التي تحمل حاليًا تصنيف المجموعة 1 أو 2 أو 3.

## مجموعة 1
| اسم السباق                      | مضمار السباق | حي. (م) | سطح    | العمر/الجنس |
| ------------------------------- | ------------ | ------- | ------ | ----------- |
| سباق القوز السريع               | ميدان        | 1200    | احتلال | 3 سنوات+    |
| دبي شاهين الذهبي                | ميدان        | 1,200   | تراب   | 3 سنوات+    |
| دبي شيما كلاسيك                 | ميدان        | 2,410   | العشب  | 4 سنوات+    |
| عشب دبي                         | ميدان        | 1,800   | العشب  | 4 سنوات+    |
| كأس دبي العالمي                 | ميدان        | 2000    | تراب   | 4 سنوات+    |
| جبل حتا                         | ميدان        | 1,800   | العشب  | 4 سنوات+    |
| الجولة الثالثة من تحدي آل مكتوم | ميدان        | 2000    | تراب   | 4 سنوات+    |

## المجموعة 2
| اسم السباق                   | مضمار السباق | حي. (م) | سطح    | العمر/الجنس        |
| ---------------------------- | ------------ | ------- | ------ | ------------------ |
| قلعة الفهيدي                 | ميدان        | 1400    | احتلال | 4 سنوات+           |
| الراشدية                     | ميدان        | 1,800   | العشب  | 4 سنوات+           |
| بالانشين                     | ميدان        | 1,800   | العشب  | 4 سنوات+إف آند إم  |
| الرأس الأخضر                 | ميدان        | 1,600   | العشب  | 4 سنوات+ إف آند إم |
| دبي مدينة الذهب              | ميدان        | 2,410   | العشب  | 4 سنوات+           |
| كأس دبي الذهبية              | ميدان        | 3,200   | العشب  | 4 سنوات+           |
| جودلفين مايل                 | ميدان        | 1,600   | تراب   | 4 سنوات+           |
| تحدي آل مكتوم الجولة الأولى  | ميدان        | 1,600   | تراب   | 4 سنوات+           |
| تحدي آل مكتوم الجولة الثانية | ميدان        | 1,900   | تراب   | 4 سنوات+           |
| ميدان سبرينت                 | ميدان        | 1,000   | العشب  | 3 سنوات+           |
| سينغسبيل ستيكس               | ميدان        | 1,800   | العشب  | 4 سنوات+           |
| ديربي الإمارات               | ميدان        | 1,900   | تراب   | 3 سنوات            |
| زعبيل ميل                    | ميدان        | 1,600   | العشب  | 3 سنوات+           |

## المجموعة 3
| اسم السباق              | مضمار السباق | حي. (م) | سطح    | العمر/الجنس |
| ----------------------- | ------------ | ------- | ------ | ----------- |
| بطولة أبوظبي            | أبوظبي       | 2200    | احتلال | 4 سنوات+    |
| سبرنت الشندغة           | ميدان        | 1,200   | تراب   | 3 سنوات+    |
| برج النهار              | ميدان        | 1,600   | تراب   | 4 سنوات+    |
| دبي ميلينيوم ستيكس      | ميدان        | 2000    | العشب  | 4 سنوات+    |
| حصص دباوي               | ميدان        | 1,200   | تراب   | 3 سنوات+    |
| رهانات الشعلة           | ميدان        | 1,600   | تراب   | 4 سنوات+    |
| ميل جبل علي             | جبل علي      | 1,600   | تراب   | 4 سنوات+    |
| مهاب الشمال             | ميدان        | 1,200   | تراب   | 3 سنوات+    |
| كأس ند الشبا            | ميدان        | 2,810   | العشب  | 4 سنوات+    |
| سباق ند الشبا على العشب | ميدان        | 1,200   | العشب  | 3 سنوات+    |
| أوكس الإمارات           | ميدان        | 1,900   | تراب   | 3 سنوات     |
| الامارات 2000 جينيز     | ميدان        | 1,600   | تراب   | 3 سنوات     |

## السباقات المدرجة
| اسم السباق                     | مضمار السباق | حي. (م) | سطح    | العمر/الجنس |
| ------------------------------ | ------------ | ------- | ------ | ----------- |
| نادي دبي لسباق السيارات كلاسيك | ميدان        | 2,410   | العشب  | 3 سنوات+    |
| تحدي الميدان                   | ميدان        | 1,400   | العشب  | 3 سنوات+    |
| عشب زعبيل                      | ميدان        | 2000    | العشب  | 3 سنوات+    |
| كأس الميدان                    | ميدان        | 2,810   | العشب  | 4 سنوات+    |
| دبي سبرينت                     | ميدان        | 1,200   | العشب  | 3 سنوات+    |
| عائق الكيرلين                  | ميدان        | 2000    | تراب   | 4 سنوات+    |
| البستكية                       | ميدان        | 1900    | التراب | 3 سنوات     |
| كأس رئيس الدولة                | أبوظبي       | 1,400   | العشب  | 4 سنوات+    |
| حصص جبل علي                    | جبل علي      | 1,950   | تراب   | 4 سنوات+    |
| جبل علي سبرينت                 | جبل علي      | 1,000   | تراب   | 3 سنوات+    |
| ميدان كلاسيك                   | ميدان        | 1,400   | العشب  | 3 سنوات     |
| كأس اليوم الوطني               | أبوظبي       | 1,600   | العشب  | 3 سنوات+    |
| ميل خور دبي                    | ميدان        | 1,600   | تراب   | 3 سنوات+    |
| إنتصار                         | ميدان        | 2000    | تراب   | 3 سنوات+    |
| سبرنت القرهود                  | ميدان        | 1,200   | تراب   | 2 يو+       |
| الامارات 1000 جنيه             | ميدان        | 1,600   | تراب   | 3 سنوات و   |
| تحدي الخليج التجاري            | ميدان        | 1,400   | العشب  | 4 سنوات+    |